# Liste der Monuments historiques in Crosne
Die Liste der Monuments historiques in Crosne führt die Monuments historiques in der französischen Stadt Crosne auf.

## Liste der Bauwerke
| Bezeichnung                       | Beschreibung                  | Standort | Kennzeichnung | Schutzstatus | Datum | Bild           |
| --------------------------------- | ----------------------------- | -------- | ------------- | ------------ | ----- | -------------- |
| Kirche Notre-Dame-de-l’Assomption | Erbaut im 12./13. Jahrhundert | (Lage)   | PA00087877    | Classé       | 1982  | weitere Bilder |
| Ferme de la Seigneurie            | Bauernhof mit Taubenturm      | (Lage)   | PA00087878    | Inscrit      | 1972  |                |

## Liste der Objekte

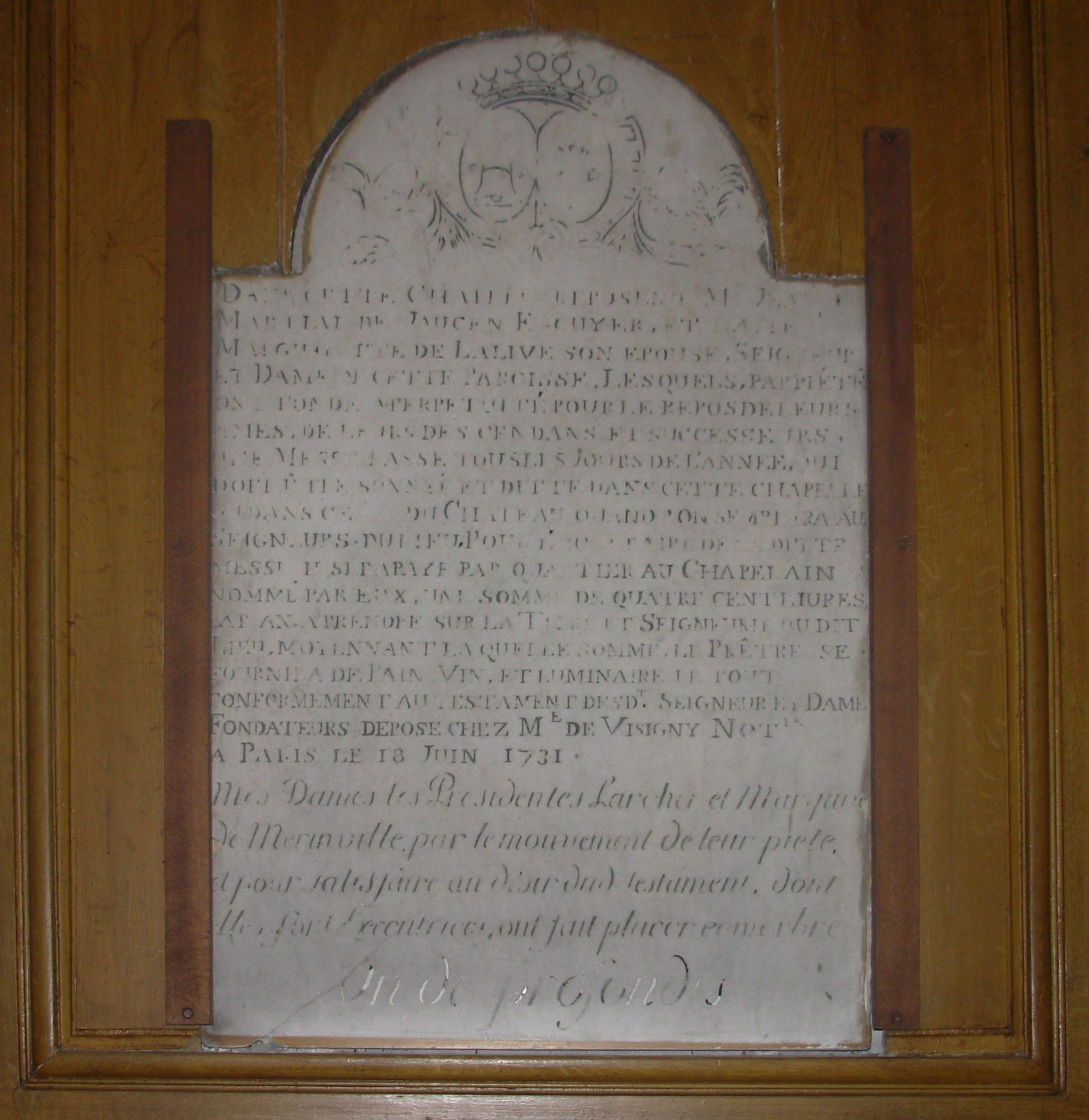
Epitaph aus dem Jahr 1731 in der Kirche Notre-Dame-de-l’Assomption

- Monuments historiques (Objekte) in Crosne in der Base Palissy des französischen Kultusministeriums